# مایلی (هاوایی)
مایلی (به انگلیسی: Māili) یک منطقهٔ مسکونی در ایالات متحده آمریکا است که در هاوایی واقع شده‌است. مایلی ۷٫۳ کیلومتر مربع مساحت و ۹٬۴۸۸ نفر جمعیت دارد و ۳٫۹۶ متر بالاتر از سطح دریا واقع شده‌است.